# Івано-Франківський богословський інститут
Івано-Франківський богословський інститут імені преподобного Феодосія Манявського — вищий навчальний заклад Православної церкви України (раніше УПЦ КП).

## Історія
Інститут створений у 2002 році з благословення Патріарха Київського і всієї Руси-України Філарета (Денисенка) та рішенням Священного Синоду УПЦ КП. Перший вищий навчальний заклад в УПЦ КП, що зумів пройти державне ліцензування та акредитацію.
Інститут має державну ліцензію за напрямом 0301 «Філософія» зі спеціальності 6.030100 «Релігієзнавство», з класифікацією викладач філософських та релігієзнавчих дисциплін, на підставі рішення Державної Акредитаційної Комісії від 08 квітня 2003 р. за № 44.
Інститут готує священнослужителів, викладачів філософських та релігієзнавчих дисциплін. Студенти інституту здобувають вищу богословську та вищу гуманітарну освіту. Термін навчання становить 5 років.
В інституті студенти вивчають філософію різних напрямків, психологію, богослов'я та інші гуманітарні дисципліни.

## Структура

### Кафедри
- Священного Писання, завідувач кафедри — професор, доктор богословських наук, протоієрей Михаїл Марусяк[1];
- Богослов'я, завідувач кафедри — кандидат богословських наук Кушнірчук Володимир Михайлович[1];
- Церковної історії, завідувач кафедри - вакантна.
- Гуманітарних дисциплін, завідувач кафедри — професор, кандидат педагогічних наук Костів Володимир Ілярійович.

## Архієреї-випускники
- Кирило (Михайлюк)
- Афанасій (Яворський)
- Паїсій (Кухарчук)
- Феогност (Бодоряк)